# Guaxupé
Guaxupé é um município do estado de Minas Gerais, no Brasil. Está localizado na Região Imediata de Guaxupé e na Região Intermediária de Varginha. A área é de 286,398 km². Sua população recenseada em 2022 era de 50 911 habitantes e a densidade demográfica era de 177,8 habitantes por quilômetro quadrado.

## História
Em 30 de maio de 1853, a Lei Estadual nº 623 eleva à categoria de Distrito de Paz o Curato de Nossa Senhora das Dores do Guaxupé, naquele então parte do termo da Vila de Jacuí.
Em 30 de agosto de 1911, a Lei Estadual nº 556, que dispunha sobre a organização territorial do estado, determina a criação de um novo município sobre o território da antiga freguesia. Desmembra pois, o distrito de Guaxupé do município de Muzambinho, e eleva sua sede à categoria de vila, que passa a se denominar Vila de Guaxupé.
O município de Guaxupé foi instalado solenemente em 1º de junho de 1912 , data em que se comemora.
Em 18 de setembro de 1915, a Lei Estadual n.º 663 eleva a Vila de Guaxupé à categoria de cidade.

## Prefeitos
Dr. Antônio dos Santos Coragem – 1947 a 1950
Vice:
Dr. Ferreira (faleceu e o vice tomou posse) – 1951 a 1954
Vice: tomou posse Dr. Geraldo Bento Ribeiro do Valle – 1951 a 1954
Sr. Sálvio Calicchio – 1955 a 1958
Vice: Esmerino Ribeiro do Valle Filho
Sr. Anibal Ribeiro do Valle – 1959 a 1962
Vice: Menelau Russo
Dr. Benedito Felipe da Silva – 1963 a 1966
Vice: Dedé Furlan
Sr. Wady Sabbag – 1967 a 1970
Vice Comendador Fabio Casagrande (?)
Dr. Antônio Costa Monteiro Júnior – 1971 a 1972
Vice
Sr. Walmor Álvaro Toledo Russo – 1973 a 1976
Vice Joaquim Cecílio Ribeiro
Dr. Joaquim Magalhães Costa – 1977 a 1982
Vice: Dr. Felipe Nery Monteiro da Silva
Dr. Felipe Nery Monteiro da Silva – 1983 a 1988
Vice: Delcio Francisco Celani
Sr. Antônio Felipe Zeitune – 1989 a 1992
Vice: Luís Antonio Leite Ribeiro Filho
Dr. Luís Antônio Leite Ribeiro Filho – 1993 a 1996
Vice: Juarez dos Santos
Dr. Heber Hamilton Quintella – 1997 a 2000
Vice: Abrão Calil Filho
Dr. Heber Hamilton Quintella – 2001 a 2004
Vice: Abrão Calil Filho
Dr. Abrão Calil Filho – 2005 a 2008
Vice: Felipe Nery Monteiro da Silva
Roberto Luciano Vieira – 2009 a 2012
Vice: Marcia Zampar Jorge
Jarbas Correa Filho – 2013 a 2016
Vice: Dr. Heber Hamilton Quintella
Jarbas Correa Filho – 2017 a 2020
Vice: Dr. Heber Hamilton Quintella
Dr. Heber Hamilton Quintella – 2021 a 2024
Vice: Rodrigo Luis Borges
Jarbas Correa Filho – 2025 a 2028
Vice: Renata Valéria Rocha Fernandes

## Topônimo
Não há um consenso sobre o significado do termo "Guaxupé". Comumente, considera-se que o termo é de origem indígena, significando "caminho das abelhas". Outra etimologia possível é "caminho de guaxe", através da junção dos termos tupis waxi ("guaxe") e pé ("caminho"). "Guaxupé" (do tupi gwa + xu pé) também é o nome de um tipo de abelha selvagem sem ferrão.

## Economia
| Estrutura econômica                                     | Estrutura econômica |
| ------------------------------------------------------- | ------------------- |
| Número de Agências Bancárias                            | 7                   |
| Operações de crédito                                    | R$ 164.684.503,39   |
| Depósitos à vista - governo                             | R$ 1.290.822,01     |
| Depósitos à vista - privado                             | R$ 17.341.355,73    |
| Poupança                                                | R$ 57.217.810,54    |
| Depósito a prazo                                        | R$ 56.632.505,67    |
| Fonte: Banco Central - Registros administrativos - 2006 |                     |

| Índice de Desenvolvimento Humano - Municipal | Índice de Desenvolvimento Humano - Municipal | Índice de Desenvolvimento Humano - Municipal |
| -------------------------------------------- | -------------------------------------------- | -------------------------------------------- |
|                                              | 1991                                         | 2000                                         |
| IDHM                                         | 0,739                                        | 0,796                                        |
| IDHM-Renda                                   | 0,683                                        | 0,725                                        |
| IDHM-Longevidade                             | 0,758                                        | 0,811                                        |
| IDHM-Educação                                | 0,775                                        | 0,852                                        |
| Fonte: PNUD, 2000.                           |                                              |                                              |

### Agropecuária
A economia de Guaxupé é baseada na atividade agrícola. A cidade possui mais de 200 propriedades rurais[carece de fontes?], sendo que o café é o principal produto de cultivo, ocupando cerca de 6500 hectares para sua produção (Federação da Agricultura de Minas Gerais, 2004).
A produção do café foi e é tão importante que, como conseqüência, Guaxupé conta com uma imensa Cooperativa de Cafeicultores (Cooxupé). Além da Cooxupé, podemos destacar a Exportadora de Café Guaxupé , que exporta o produto para vários países.
As famílias Magalhães Gomes, Nasser, Gamero, Gonçalves, Ribeiro do Vale, Costa Monteiro, entre outras, disponibilizaram capital para iniciar a cooperativa.[carece de fontes?]
Guaxupé possui criação de gado bovino leiteiro, além de rebanhos suínos, equinos e galináceos.
No município existe além do café, a produção de cana-de-açúcar, laranja, milho e soja

### Indústria
Guaxupé conta com quatro indústrias de grande Porte: TextilNova Fiação Ltda.(Sucessora da KDB e Kanebo do Brasil); PEMG ;TECTER (eletro-magnéticos); Pasqua J.F. e Qualifio (indústrias de fios de cobre). Encontram-se instaladas também cerca de mais de 150 pequenas indústrias que atendem a vários setores, tais como: laticínios, doces, serralheria, pré-moldados de cimento, calçados de variados tipos (calçados de proteção individual - EPI , botinas e calçados femininos (este lidera o setor, com cerca de 97 estabelecimentos), munição, fios cirúrgicos, confecções, artesanatos diversos, cerâmica, móveis, torrefação de café etc. A Viação Nasser, da família de políticos Nasser, também é um exemplo de empresa guaxupeana.

### Comércio
O comércio é bastante ativo, devido a atração que exerce sobre as cidades vizinhas, o que lhe dá o "status" de cidade centro local. A atividade comercial é exercida por mais de 2.400 estabelecimentos comerciais, de todos os portes, os quais atendem a todos os setores da vida humana.
Fundada por Jamil Nasser, político e amigo de Tancredo Neves, e por outros homens importantes da cidade, a ACIG - Associação Comércio e Indústria de Guaxupé - ajudou Guaxupé a ser uma das maiores economias do sul mineiro.

## Saúde
- Taxa de mortalidade infantil: 22,19 em 1000 nascimentos (2017)
- Estabelecimentos de Saúde público: 15 (2009)
- Estabelecimentos de Saúde privado: 12 (2 sem fins lucrativos)
- Leitos hospitalares: 100
- Postos de Saúde:
- Médicos residentes (por mil habitantes):1,26 Fonte: IPEA, IPEAdata,2000.[14]
- Enfermeiros residentes: 34,63 Fonte: IPEA, IPEAdata,2000.[14]

Fonte: IBGE - Assistência Médica Sanitária 2005

## Religião
- População por religião

| % População por religião | % População por religião |
| ------------------------ | ------------------------ |
| Católicos                | 76,99%                   |
| Evangélicos              | 14,96%                   |
| Espíritas                | 2,81%                    |
| Testemunhas de Jeová     | 0,70%                    |
| Sem religião             | 3,69 %                   |
| Outras                   | 0,85%                    |

Fonte: IBGE, 2010.
- As religiões protestantes estão em franco crescimento, ao lado de minorias como espíritas e ateus.
- A cidade é sede da Diocese de Guaxupé e possui um templo católico de destaque arquitetônico Catedral de Nossa Senhora das Dores. A padroeira católico-romana da cidade é Nossa Senhora das Dores, cujo dia é comemorado como feriado municipal, 15 de Setembro.
- Primeira Igreja Batista em Guaxupé
- Igreja Pentecostal Deus é Amor
- Congregação Cristã no Brasil
- Igreja Batista Nova Vida - Sede regional em Poços de Caldas
- Igreja Adventista do Sétimo Dia (Central, Vila Campanha, Jardim Vitória e Jardim Rosana)
- Igreja Ortodoxa Antioquina Santo Elias Profeta (o segundo templo ortodoxo do Brasil)
- Comunidade Cristã ARCA
- Igreja Pentecostal Evangélica Casa do Pai

## Meios de Comunicação

### Emissoras de rádio e televisão
| Rádio FM                           | Frequência | Programação         |
| ---------------------------------- | ---------- | ------------------- |
| Rádio Cidade Guaxupé FM            | 105,5 MHz  | Comercial / Variada |
| Rádio Clube Guaxupé FM             | 106,5 MHz  | Comercial / Variada |
| Rádio Comunitária 87 FM de Guaxupé | 87,9 MHz   | Comunitária / MPB   |

| TV                             | Canal  | Programação |
| ------------------------------ | ------ | ----------- |
| Tv Sul Educativa               | 04 VHF | Educativa   |
| EPTV Sul de Minas (Rede Globo) | 08 VHF | Variada     |
| Rede Mais (Redord TV)          | 05 VHF | Variada     |
| TV Alterosa (SBT)              | 11 VHF | Variada     |
| Band Minas                     | 13 VHF | Variada     |
| Rede Vida                      | 33 UHF | Religiosa   |
| TV Canção Nova                 | 58 UHF | Religiosa   |

### Jornais, Revistas e Internet
| Nome                     | Frequência da publicação | Tipo     |
| ------------------------ | ------------------------ | -------- |
| Jornal JOGO SÉRIO        | Diário                   | Virtual  |
| Correio do Sudoeste      | Semanal                  | Impresso |
| Jornal da Região         | Semanal                  | Impresso |
| Portal da Cidade Guaxupé | Diário                   | Virtual  |
| Revista Mídia            | Mensal                   | Impresso |
| Magaiver TV              | Diário                   | Virtual  |

## Esporte e lazer
- Estádio

Possui um estádio de futebol (Estádio Carlos Costa Monteiro) com capacidade para seis mil pessoas. Foi inaugurado em 1958. É atualmente o estádio da Sociedade Esportiva Guaxupé.
- Ginásio
- Campus olímpico
- Clubes

## Bairros
Jardim Agenor de Lima, Colméia I e II, Condomínio Residencial Alto da Colina, Residencial Colina, Jardim Nova Guaxupé, Jardim Orminda I e II, Bairro São Pedro (Catetos), Jardim Planalto, Jardim Três Rosas, Parque das Orquídeas, Nova Orquídea, Bairro Nossa Senhora das Dores, Recreio dos Bandeirantes, Jardim São Vicente, Vila Isabel, Vila Campanha, Vila Coragem, Vila Rica, Jardim Novo Horizonte, Vila Carloni, Jardim Recreio, Jardim Vitória I e II, Jardim Rosana, Bairro Rancho Alegre, Parque dos Municípios I e II, Vila Progresso, Vila Santa Bárbara, Jardim Regulador, Jardim Guaxupé, Parque dos Imigrantes, Vila Santo Antônio, Parque das Rosas, Jardim dos Ipês, Morada do Sol, Vila Conceição, Jardim América I e II, Jardim Europa I e II, Jardim Santa Cruz, Vila São Domingos, Bairro São Judas Tadeu, Bairro Bebedouro, Vila Mesiara, Jardim Piscina, Jardim Itália, Jardim Lepiane, Parque da Figueira, Bellavilla, Vila Magalhães, Jardim Aviação, Jardim Dom Hermínio, Vila Aviação, Vila Prado, Jardim Primavera, Jardim Recanto dos Pássaros, Portal dos Nobres, Residencial Chico Zerbini, Residencial Nova Floresta I e II, Chácaras Flor do Estado, Chácaras Mirante, Chácaras Bom Jardim, Chácaras Recreio Campestre, Polo Industrial de Guaxupé, Distrito Industrial Luiz Celani Primo, Jardim Ouro Verde, Bairro Bela Vista, Residencial Aroeira I, II e III, Parque do Lago, Monte Verde, Residencial Planalto I.

## Patrimônio Histórico
- Palácio das Águias - O Palácio das Águias foi inventariado em 2007 pelo CDMPHC;
- Prédio da Academia de Comércio São José - Bem imóvel tombado pelo Decreto Municipal n. 1.010, de 20 de março de 2002;
- Antiga Loja Jacob Miguel Sabbag e Cia Ltda (atual Agência da Administração Fazendária de Guaxupé- SEF/MG) - Bem imóvel tombado pelo Decreto Municipal n. 1.007, de 20 de março de 2002;
- Antiga Cadeia Pública Estadual - Bem imóvel tombado pelo Decreto Municipal n. 973, de 04 de abril de 2001;
- Antiga Câmara Municipal (atual Museu Histórico e Geográfico Comendador Sebastião de Sá) - Bem imóvel tombado pelo Decreto Municipal n. 974, de 04 de abril de 2001;
- Conjunto Arquitetônico e Paisagístico da Antiga Estação Ferroviária de Guaxupé (FEPASA/ Parque Municipal Mogiana) - Bem imóvel tombado pelo Decreto Municipal n. 856, de 29 de julho de 1998;
- Palácio da Justiça (antigo Fórum da Comarca e atual Câmara Municipal de Guaxupé) - Bem imóvel tombado pelo Decreto Municipal n. 972, de 04 de abril de 2001;
- Antigo Hotel Cobra (atual Teatro Municipal Arlete Souza Mendes) - Bem imóvel tombado pelo Decreto Municipal n. 975, de 04 de abril de 2001;
- Antiga Agência do Banco do Brasil (atual Prefeitura Municipal) - Bem imóvel tombado pelo Decreto Municipal n. 860, de 29 de setembro de 1998;
- Herma Cel. Antônio Costa Monteiro - Bem imóvel tombado pelo Decreto Municipal n. 1.009, de 20 de março de 2002;
- Monumento ao Trabalhador Rural - O “Nicanor” - Bem imóvel tombado pelo Decreto Municipal n. 1.008, de 20 de março de 2002;
- Obelisco em Homenagem ao Expedicionário Guaxupeano da FEB - Bem imóvel tombado pelo Decreto Municipal n. 1.006, de 20 de março de 2002;
- Catedral de Nossa Senhora das Dores - Bem imóvel tombado pelo Decreto Municipal n. 1.522, de 04 de setembro de 2012;
- Casa de Pau-a-pique (antiga sede da Fazenda Bom Jardim dos Machados) - Bem imóvel tombado pelo Decreto Municipal n. 1272, de 08 de dezembro de 2008;
- Taça de 1928 – “PRIMEIRO JOGO INTERNACIONAL REALIZADO EM MINAS” - Bem móvel tombado pelo Decreto Municipal n. 855, de 29 de julho de 1998;
- Imaginária de São Miguel Arcanjo - Bem móvel tombado pelo Decreto Municipal n. 1.521, de 04 de setembro de 2012;